# Wolfgang Reinhold

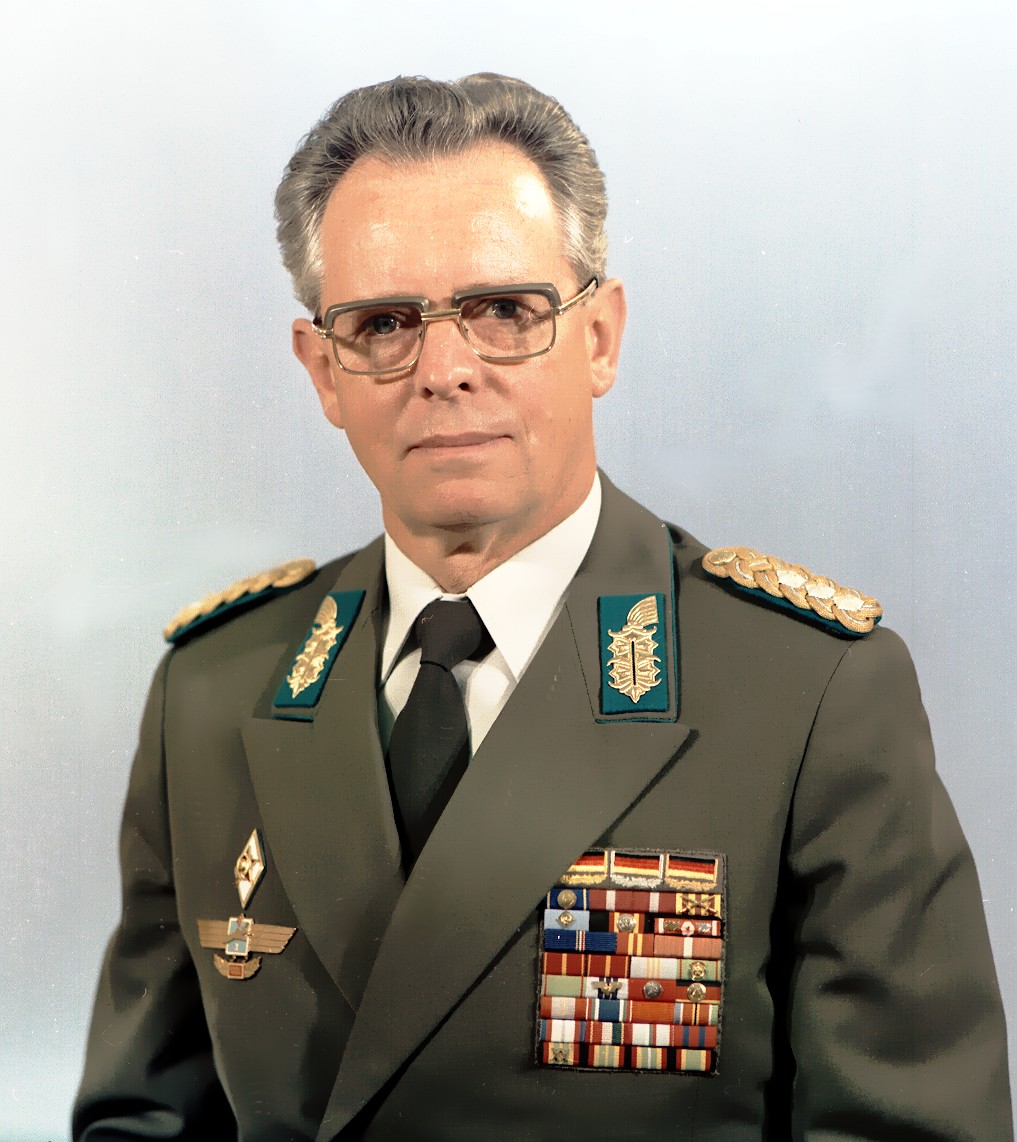
Wolfgang Reinhold (1986)

Wolfgang Reinhold (* 16. April 1923 in Berlin-Friedrichshagen; † 2. September 2012 in Bad Saarow-Pieskow) war ein deutscher Generaloberst. Er war Stellvertreter des Ministers für Nationale Verteidigung und Chef des Kommandos Luftstreitkräfte/Luftverteidigung der Nationalen Volksarmee.

## Leben
Der Sohn eines Kraftfahrers erlernte von 1938 bis 1940 den Beruf eines Verkäufers. Von 1940 bis 1941 war Reinhold Kontenführer bei der Beamtenbank Dresden. Von 1941 bis 1945 diente er in der Luftwaffe, zuletzt als Feldwebel. Von 1945 bis 1949 war Reinhold in sowjetischer Kriegsgefangenschaft. In dieser Zeit besuchte er eine Antifa-Schule und war Mitglied des Lageraktivs.
Nach der Entlassung arbeitete er zunächst als Hilfsdreher im VEB Carl Zeiss Jena, dann als Lehrer und Schulleiter an der Landesjugendschule für Pionierleiter in Sachsen. 1950 trat er in die SED ein, wurde Sektorenleiter im Zentralrat der FDJ und gelangte im Mai 1952 durch das „FDJ-Aufgebot zum bewaffneten Schutz der Republik“ zur Kasernierten Volkspolizei. Reinhold diente unter anderem von 1952 bis 1954 als Kommandeur der KVP-Dienststelle Cottbus. Von 1956 bis 1957 war er Kommandeur der 3. Luftverteidigungsdivision. Nach dem Besuch einer Militärakademie in der UdSSR von 1957 bis 1958 war Reinhold von 1958 bis 1965 in verschiedenen Dienststellungen im Kdo LSK/LV beschäftigt. Seine Ernennung zum Generalmajor erfolgte am 7. Oktober 1963. Ein Studium an der Generalstabsakademie der UdSSR von 1965 bis 1967 schloss Reinhold als Diplom-Militärwissenschaftler ab. Nach seiner Rückkehr wurde er Stellvertreter des Chefs LSK/LV und Chef des Stabes.
Als Nachfolger von Generalmajor Herbert Scheibe war Wolfgang Reinhold von März 1972 bis November 1989 Chef des Kommandos LSK/LV. Am 1. Dezember 1972 wurde er zusätzlich Stellvertreter des Ministers für Nationale Verteidigung. Am 1. März 1974 wurde er zum Generalleutnant und anlässlich des 30. Jahrestages der Gründung der Deutschen Demokratischen Republik 1979 zum Generaloberst befördert. Von 1981 bis 1989 gehörte Reinhold dem ZK der SED als Kandidat an.
Am 31. Dezember 1989 ging Wolfgang Reinhold ebenso wie der langjährige Chef der Landstreitkräfte (LaSK), Generaloberst Horst Stechbarth, und der Chef der Politischen Hauptverwaltung, Generaloberst Horst Brünner, in den Ruhestand.

## Auszeichnungen
- 1976 Ehrentitel Verdienter Militärflieger der Deutschen Demokratischen Republik
- 1981 Scharnhorst-Orden
- 1983 Vaterländischer Verdienstorden in Gold
- 1984 Ehrenspange zum Vaterländischen Verdienstorden in Gold
- 1988 Karl-Marx-Orden

## Privat
Wolfgang Reinhold war verheiratet und hatte drei Kinder.
Sein Sohn Ralph Reinhold, inzwischen Oberstleutnant der Luftwaffe der Bundeswehr, starb als Kommandant der Tu-154M, die am 13. September 1997 vor der Küste Namibias mit einem amerikanischen Militärtransporter kollidierte.